# Kampot (cidade)
Kampot ( Língua khmer: ក្រុងកំពត) é uma cidade no sul do Camboja, sendo capital da província de Kampot. De acordo com Censo de 2008, a população estimada da cidade é de 39 186 habitantes.